# Tibiosioma remipes
Tibiosioma remipes är en skalbaggsart som beskrevs av Martins och Maria Helena M. Galileo 1990. Tibiosioma remipes ingår i släktet Tibiosioma och familjen långhorningar. Inga underarter finns listade i Catalogue of Life.